# سربند (تهران)
سربند یکی از محله‌های منطقه دربند تهران است که در شمال منطقه دربند در محدوده شهرداری منطقه ۱ تهران قرار دارد.
میدان سربند نقطه پایانی خیابان دربند است. خیابانی که از میدان قدس (تجریش) شروع می‌شود و به میدان سربند ختم می‌شود.
ارتفاع میدان سربند از سطح دریا ۱۸۰۵ متر است.
در میدان سربند مجسمه ارزشمندی به نام «تندیس منصور ( نصرالله ) مطلبی زاده» به نمایش گذاشته شده‌است که سال ۱۳۴۱ رضا لعل ریاحی آن را ساخت، تاکنون میزبان کوهنوردان زیادی بوده که از کنارش گذشته‌اند. ایدهٔ ساخت این تندیس را حسن وجدان‌خوش که خود کوهنورد حرفه‌ای بود پیشنهاد کرد. این تندیس سیمانی که امروز می‌بینیم، روی نسخهٔ گِلی مجسمه در سال ۱۳۳۸ ساخته شده‌است.
در کنار میدان سربند ایستگاه «تله سی یژ» قرار دارد. تله سیژ یا تله سی یژ وسیله ای است مشابه تله کابین که به جای کابین از در آن صندلی دو نفره ای هتل بولوار تهران قرار گرفته‌است. چنانچه از تله سیژ استفاده نکنید باید مسیر مارپیچ میان انبوه رستوران‌ها، سفره خانه‌ها و قهوه‌خانه‌های دربند را طی کنید، مسیر در بعضی جاها شیب تندی دارد و از کنار رودخانه و نهر آب می‌گذرد. در نقاطی از مسیر هم آب از میان سنگ‌ها بیرون می‌زند و راهپیمایی در مسیر خیس را سخت‌تر می‌کند. بوی املت و چای در صبح و بوی کباب در ظهر و بوی قلیان در شب همیشه در مسیر به مشام می‌رسد. پس از طی مسافت تقریبی ۳ کیلومتر از میدان کوهنوردان به پل فلزی برخورد می‌کنید که با ارتفاع زیادی از هتل بولوار تهران روی رودخانه قرار گرفته. در زیر این پل فلزی پل چوبی دیگری قرار گرفته و در روبرو تابلوی «گذر آقا مهدی» رو می‌بینید. بعد از این پل مسیر به دو شاخه تبدیل میشه و ادامه هر دو مسیر بعد از طی مسافت کوتاهی در دوراهی اوسون به هم می‌رسند. در این دوراهی تابلویی قرار گرفته که روی آن واژه «آبشار دوقلو» درج شده‌است.
نسبت به طوایفی که سابقاً در این منطقه زندگی می‌کرده‌اند می‌توان به طایفه بزرگ بیاتی اشاره کرد که در سربند زندگی می‌کرده‌اند و بعد از وقوع زلزله در این منطقه به محله کاشانک کوچ نموده‌اند.
گویش‌های تاتی در این منطقه به جا مانده‌است.

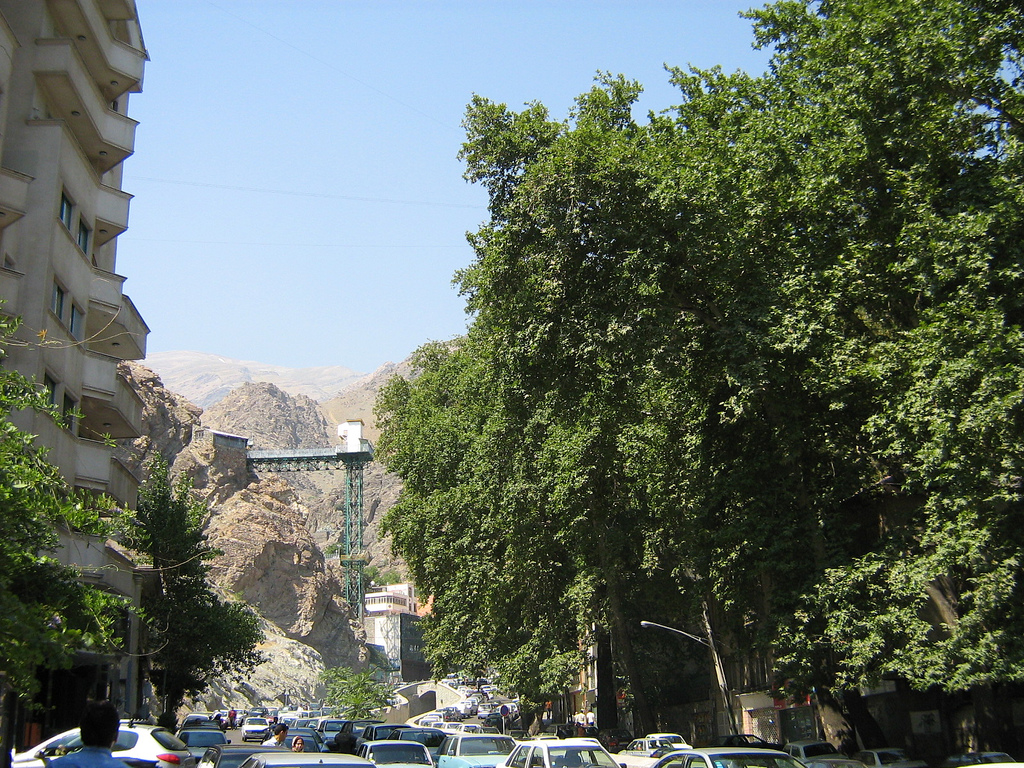
ورودی میدان سربند در دربند و آسانسور تله‌سیژ دربند.

تندیس کوهنورد در میدان سربند در محله دربند تهران، ۱۳۸۶/۱۰/۱۴